# By the Sun's Rays
By the Sun's Rays è un cortometraggio muto del 1914 diretto da Charles Giblyn. Prodotto dalla Nestor di David Horsley e distribuito dall'Universal Film Manufacturing Company, aveva come interpreti M.J. MacQuarrie, Lon Chaney, Seymour Hastings, Agnes Vernon, Richard Rosson e Eddie Lyons.

## Trama
Un detective, per investigare su una banda che sta organizzando una rapina alla spedizione di un carico d'oro, indaga sotto copertura.

## Produzione
Il film fu prodotto dalla Nestor Film Company.

## Distribuzione
Distribuito dall'Universal Film Manufacturing Company, il film - un cortometraggio di una bobina - uscì nelle sale cinematografiche statunitensi il 22 luglio 1914. Copia della pellicola esiste in un positivo 16 mm. Il film è conosciuto anche con i titoli By the Sun's Ray o The Sun's Rays.